# اچینوس
اچینوس (به لاتین: Echinos) یک شهرک در یونان است که در Myki Municipality واقع شده‌است.